# 馬特·喬伊斯
馬修·萊恩·喬伊斯（英語：Matthew Ryan Joyce，1984年8月3日—）出生於佛羅里達州坦帕，為前美國職棒大聯盟的外野手，生涯曾效力於老虎、光芒、天使、海盜、運動家、勇士、馬林魚和費城人等隊。

## 早年
喬伊斯曾於2005年時效力佛羅里達南方書院。當他在球隊裡打熱身賽時，他在十局後以二分平手跟底特律老虎打平。在這場比賽的幾天後，喬伊斯是其中一個在選秀中的球員，其餘三個則是Geoff Strickland、Jeff Howell及Matt Mercurio。

## 職業生涯
喬伊斯是底特律老虎於大聯盟選秀會中第12輪所選進的選手。在1A有高達0.332的打擊率。
2008年12月10日，老虎以喬伊斯和坦帕灣光芒交易艾德溫·傑克森。

## 外部連結
- 球員資訊和成績在MLB ，ESPN ，Retrosheet ，Baseball Reference ，Baseball Reference (Minors) ，Fangraphs ，The Baseball Cube （英文）